# Nia Fossae
Nia Fossae és una estructura geològica del tipus fossa a la superfície de Mart, situada amb el sistema de coordenades planetocèntriques a -12.52 ° de latitud N i 291.37 ° de longitud E. Fa 379.56 km de diàmetre. El nom va ser fet oficial per la UAI l'any 1982 i pren el nom d'una característica d'albedo.